# Hoplunnis
Hoplunnis is een geslacht van straalvinnige vissen uit de familie van toveralen (Nettastomatidae). Het geslacht is voor het eerst wetenschappelijk beschreven in 1860 door Johann Jakob Kaup.

## Soorten
- Hoplunnis diomediana Goode & Bean, 1896
- Hoplunnis macrura Ginsburg, 1951
- Hoplunnis megista Smith & Kanazawa, 1989
- Hoplunnis pacifica Lane & Stewart, 1968
- Hoplunnis punctata Regan, 1915
- Hoplunnis schmidti Kaup, 1860
- Hoplunnis sicarius (Garman, 1899)
- Hoplunnis similis Smith, 1989
- Hoplunnis tenuis Ginsburg, 1951